# Заросляк жовтовусий
Заросляк жовтовусий (Atlapetes rufinucha) — вид горобцеподібних птахів родини Passerellidae. Ендемік Болівії.

## Опис
Довжина птаха становить 16-17 см. Верхня частина тіла, крила і хвіст чорні. Бічні сторони голови чорні, на лобі і тімені широка руда смуга. від дзьоба ідуть жовті смуги, схожі на вуса. Горло і плечі жовті, нижня частина тіла жовта. Гузка оливкова. Виду не притаманний статевий диморфізм. Верхня частина тіла молодих птахів має коричнюватий відтінок, на нижній частині тіла можуть бути коричнюваті смужки. Представники підвиду A. r. carrikeri меншого розміру, верхня частина тіла в них має оливково-зелений відтінок, смуга на голові темно-руда з коричнюватим відтінком. Виду не притаманний статевий диморфізм.

## Підвиди
Виділяють два підвиди:
- A. r. rufinucha (d'Orbigny & Lafresnaye, 1837) — департамент Санта-Крус (центральна Болівія);
- A. r. carrikeri Bond, J & Meyer de Schauensee, 1939 — департаменти Ла-Пас і Кочабамба (західна Болівія).

Жовтоволі, вілкабамбійські і чорнощокі заросляки вважалися підвидами жовтовусого заросляка.

## Поширення і екологія
Жовтовусі заросляки мешкають в вологих гірських тропічних лісах Анд, основу яких складають дерева роду Polylepis. Живуть на висоті 1500-3000 м над рівнем моря. Утворюють невеликі зграйки. часто долучаються до змішаних зграй птахів. Харчуються насінням і комахами.